# Paul Chernoff

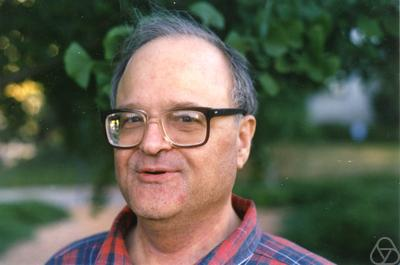
Paul Chernoff

Paul Robert Chernoff (* 21. Juni 1942 in Philadelphia; † 17. Januar 2017)  war ein US-amerikanischer Mathematiker.

## Werdegang
Chernoff besuchte die Central High School in Philadelphia und studierte an der Harvard University mit dem Bachelor-Abschluss summa cum laude 1963, dem Master-Abschluss 1965 und der Promotion bei George Mackey 1968 (Semigroup Product Formulas and Addition of Unbounded Operators).  Er wurde 1969 Lecturer in Berkeley, 1971 Assistant Professor und 1980 Professor.
1986 war er Gastprofessor an der University of Pennsylvania.
Er befasste sich mit Funktionalanalysis (Operatortheorie) und speziell mathematischen Aspekten der Grundlagen der Quantenmechanik.
Er war Fellow der American Association for the Advancement of Science und der American Mathematical Society.
Ein von ihm 1968 bewiesener Satz über Produktformeln von Halbgruppen von Operatoren unterstützt die Feynmansche Pfadintegral-Formulierung der Quantenmechanik von mathematischer Seite.
Er gab auch 1981 einen einfachen Beweis des Satzes von Groenewold und van Hove. Dieser betrifft die von Paul Dirac gefundene Korrespondenz von klassischer und Quantenmechanik, bei der Poissonklammern durch Kommutatoren von Operatoren ersetzt werden (was für Polynome in den Variablen mit Grad kleiner gleich 2 durchgeführt wird). Der Satz von Groenewold und van Hove besagt, dass das nicht auf eine Poisson-Unteralgebra der Algebra der Polynome erweitert werden kann, die alle Polynome vom Grad kleiner gleich 2 enthält (das heißt es gibt keine Erweiterung der Diracschen Quantisierungsmethode auf Polynome höheren als zweiten Grades).

## Schriften
- Note on product formulas for operator semigroups. In: Journal of Functional Analysis. Band 2, Nr. 2, 1968, S. 238–242, doi:10.1016/0022-1236(68)90020-7.
- Essential self-adjointness of powers of generators of hyperbolic equations. In: Journal of Functional Analysis. Band 12, Nr. 4, 1973, S. 401–414, doi:10.1016/0022-1236(73)90003-7.
- mit Jerrold E. Marsden: Properties of infinite dimensional Hamiltonian systems (= Lecture Notes in Mathematics. 425). Springer, Berlin u. a. 1974, ISBN 3-540-07011-7.
- The quantum {\displaystyle n}-body problem and a theorem of Littlewood. In: Pacific Journal of Mathematics. Band 70, Nr. 1, 1977, S. 117–123, doi:10.2140/pjm.1977.70.117.
- Irreducible representations of infinite-dimensional transformation groups and Lie algebras, I. In: Journal of Functional Analysis. Band 130, Nr. 2, 1995, S.  255–282, doi:10.1006/jfan.1995.1069.
- mit Rhonda J. Hughes: Some examples related to Kato’s conjecture. In: Journal of the Australian Mathematical Society. Serie A, Band 60, Nr. 2, 1996, S. 274–286, doi:10.1017/S1446788700037666.
- Quantization and irreducible representations of infinite-dimensional transformation groups and Lie algebras. In: Proceedings of Mathematical Physics and Quantum Field Theory, a Symposium celebrating the Seventieth Birthday of Eyvind H. Wichmann. University of California, Berkeley, June 11–13, 1999 (= Electronic Journal of Differential Equations, Conference. 4). Southwest Texas State University, San Marcos TX 2000, S. 17–22, (online).
- A pseudo zeta function and the distribution of primes. In: Proceedings of the National Academy of Sciences of the United States of America. Band  97, Nr. 14, 2000, S. 7697–7699, doi:10.1073/pnas.97.14.7697.